# الرسم المنقوط

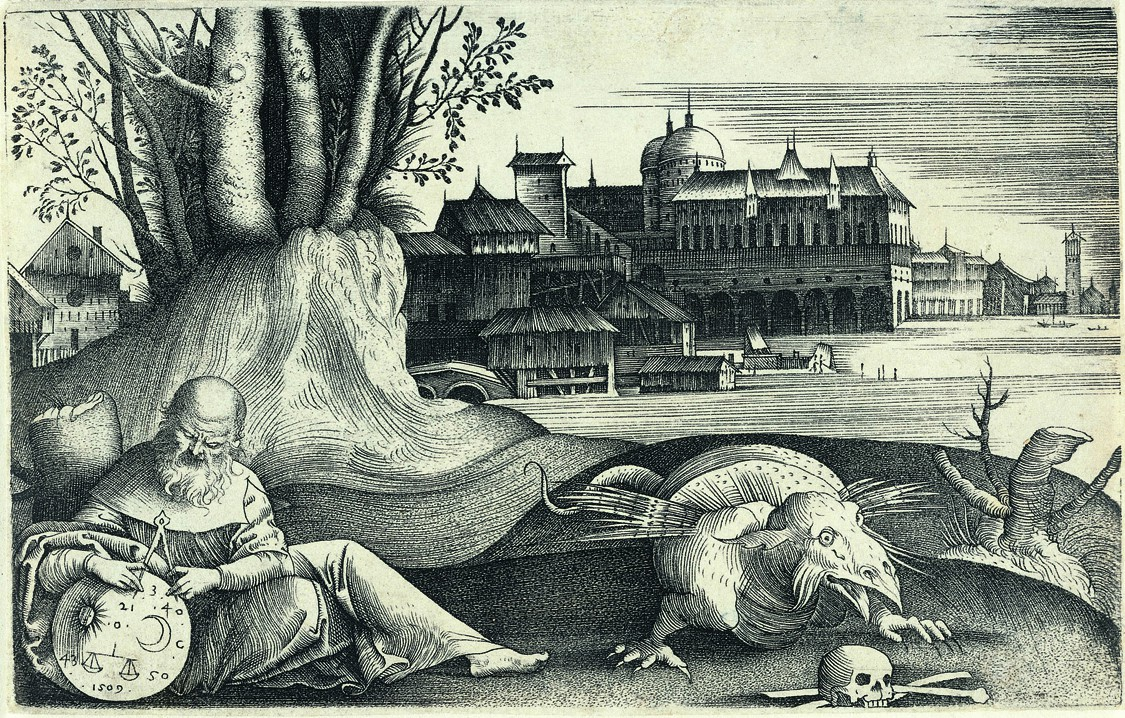
جوليو كامباجنولا، المنجم، 1509، مع وجود مناطق مثل المقدمة المظلمة ورأس الرجل الأصلع وجذوع الأشجار التي تم إنشاؤها بواسطة تقنية التنقيط بورين.

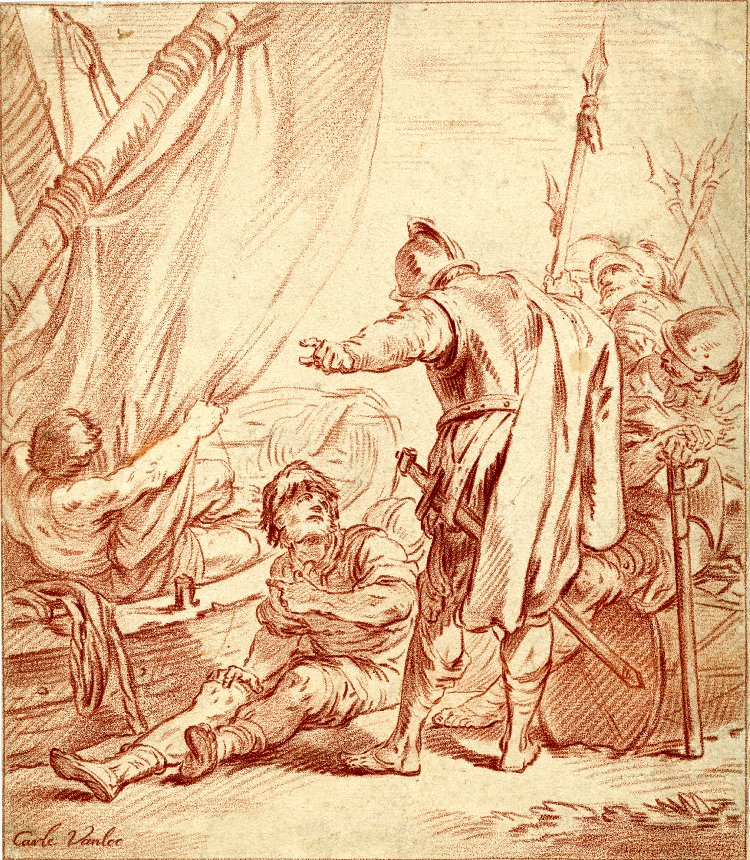
مجموعة من الجنود بأسلوب تلوين بواسطة جيل ديمارتو بعد تشارلز أندريه فان لو

الرسم المنقوط عبارة عن تقنية تُستخدم لإنشاء رنین في طباعة النقش الغائر من خلال توزيع نمط من النقاط ذات الأحجام والكثافات المختلفة عبر الصورة. يتم إنشاء النموذج على لوحة الطباعة إما في النقش عن طريق حفر النقاط باستخدام المنشار، أو من خلال عملية النقش. تم استخدام التنقيط كعامل مساعد لنقش الخطوط التقليدية والحفر لأكثر من قرنين من الزمان، قبل أن يتم تطويره كأسلوب متميز في منتصف القرن الثامن عشر. تسمح هذه التقنية بتغيرات دقيقة في تدرج الالوان وهي مناسبة بشكل خاص لإعادة إنتاج رسومات الطباشير.

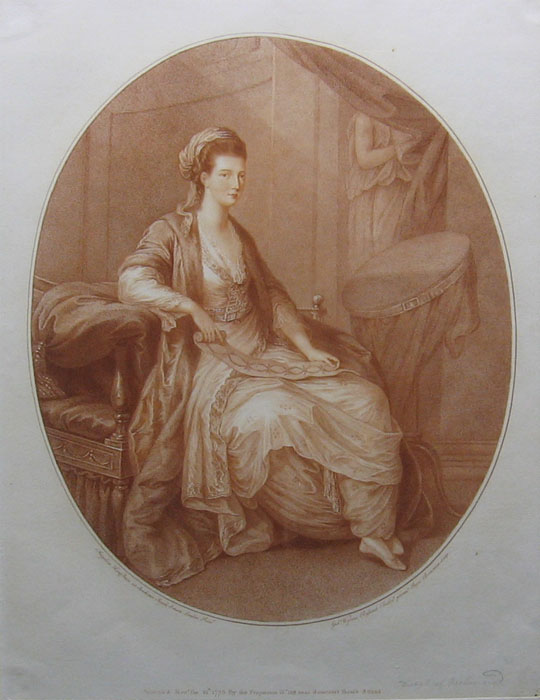
دوقة ريتشموند، صورة منقوشة بقلم ويليام وين ريلاند بعد أنجليكا كوفمان (1775)